# Riksförbundet FUB
Riksförbundet FUB är en funktionsrättsorganisation i Sverige som bildades den 22 april 1956. Riksförbundets första ordförande var överläkare Torsten Ramer. Innan dess hade en FUB-förening bildats i Stockholm, den 17 november 1952.
Organisationen arbetar för och med personer med intellektuell funktionsnedsättning och anhöriga, och är medlem i Funktionsrätt Sverige.

## Organisation
Riksförbundet FUB arbetar för att personer med intellektuell funktionsnedsättning och anhöriga ska kunna leva ett gott liv. Det finns 151 lokalföreningar och 21 länsförbund med cirka 25 000 medlemmar. 
Utöver att vara en funktionsrättsorganisation är organisationen också en politiskt och religiöst obunden intresse- och medlemsorganisation.

## Verksamhet
Riksförbundet FUB bevakar intressen för personer med intellektuell funktionsnedsättning och anhöriga i kommuner, regioner, riksdag och hos myndigheter inom olika samhällsområden. 
Organisationen sprider information till egna medlemmar och till allmänheten samt erbjuder medlemsstöd genom medlemsrådgivare och rättsombud. 
Riksförbundet FUB skapar mötesplatser och aktiviteter för personer med intellektuell funktionsnedsättning och anhöriga.